# Paratomapoderus maculifrons
Paratomapoderus maculifrons es una especie de coleóptero de la familia Attelabidae.

## Distribución geográfica
Habita en Malaui, Sudáfrica y Tanzania.